# Kujūkuri
Kujūkuri (japanska: 九十九里町?, Kujūkuri-machi) är en landskommun (köping) i Chiba prefektur i Japan. 